# Travaliov
Travaliov - Травалёв (rus) - és un khútor del krai de Krasnodar, a Rússia. Es troba als vessants septentrionals del Caucas occidental, a la vora del riu Khadajka, a 17 km a l'oest d'Apxeronsk i a 86 km al sud-est de Krasnodar, la capital.
Pertany al municipi de Khadíjensk.